# Campionatul Mondial de Handbal Feminin pentru Tineret din 2014 - Echipele
Acest articol prezintă echipele care au luat parte la Campionatul Mondial de Handbal Feminin pentru Tineret din 2014, desfășurat în Croația, a 19-a ediție a acestei competiții. Fiecare echipă a avut maximum 18 jucătoare, din care maximum 16 au putut fi înscrise pe foaia de joc a fiecărui meci.

## Grupa C

### Ungaria
Antrenor principal: János Hajdú
Antrenor secund: Béla Bartalos
| Nr. | Post            | Nume               | Data nașterii (vârsta) | Înălțime | Selecții | Goluri | Echipă                  |
| --- | --------------- | ------------------ | ---------------------- | -------- | -------- | ------ | ----------------------- |
| 1   | Portar          | Annamária Ferenczi | 29 mai 1994            | 1,80 m   | 21       | 0      | Eszterházy KFSC         |
| 3   | Extremă dreapta | Krisztina Májer    | 27 aprilie 1995        | 1,63 m   | 3        | 2      | Fehérvár KC             |
| 4   | Extremă stânga  | Vanessza Hajtai    | 3 octombrie 1995       | 1,73 m   | 3        | 2      | Veszprém Barabás KC     |
| 5   | Pivot           | Szederke Sirián    | 1 iunie 1994           | 1,74 m   | 18       | 41     | Győri Audi ETO KC       |
| 6   | Inter stânga    | Noémi Virág        | 26 aprilie 1994        | 1,76 m   | 18       | 48     | Váci NKSE               |
| 8   | Centru          | Ivett Kurucz       | 9 mai 1994             | 1,76 m   | 15       | 12     | Veszprém Barabás KC     |
| 9   | Inter dreapta   | Luca Szekerczés    | 18 iunie 1994          | 1,78 m   | 39       | 135    | FTC-Rail Cargo Hungaria |
| 10  | Inter stânga    | Krisztina Bárány   | 24 ianuarie 1994       | 1,90 m   | 21       | 39     | Eszterházy KFSC         |
| 11  | Extremă stânga  | Dorina Korsós      | 3 septembrie 1995      | 1,72 m   | 21       | 72     | Győri Audi ETO KC       |
| 12  | Portar          | Zsófi Szemerey     | 2 iunie 1994           | 1,81 m   | 23       | 0      | Veszprém Barabás KC     |
| 13  | Pivot           | Luca Dombi         | 17 noiembrie 1995      | 1,68 m   | 3        | 5      | Békéscsabai Előre NKSE  |
| 14  | Pivot           | Rea Mészáros       | 14 aprilie 1994        | 1,73 m   | 15       | 33     | FTC-Rail Cargo Hungaria |
| 15  | Inter stânga    | Mercédesz Walfisch | 13 ianuarie 1994       | 1,80 m   | 19       | 20     | Békéscsabai Előre NKSE  |
| 16  | Portar          | Blanka Bíró        | 22 septembrie 1994     | 1,88 m   | 33       | 0      | Váci NKSE               |
| 17  | Inter stânga    | Kitti Gyimesi      | 17 martie 1994         | 1,82 m   | 3        | 1      | Eszterházy KFSC         |
| 22  | Extremă dreapta | Viktória Lukács    | 31 ianuarie 1995       | 1,69 m   | 15       | 12     | Siófok KC               |
| 23  | Centru          | Gabriella Tóth     | 23 septembrie 1996     | 1,73 m   | 23       | 101    | Veszprém Barabás KC     |

- Hungary Team Roster

## Grupa D

### România
Antrenor principal: Popa Seviștean
Antrenor secund: Cezar Cristian Preda
| Nr. | Post            | Nume                 | Data nașterii (vârsta) | Înălțime | Selecții | Goluri | Echipă               |
| --- | --------------- | -------------------- | ---------------------- | -------- | -------- | ------ | -------------------- |
| 1   | Portar          | Ana Maria Inculeț    | 21 octombrie 1994      | 1,82 m   | 12       | 0      | HC Zalău             |
| 2   | Extremă stânga  | Ana Maria Tănăsie    | 6 aprilie 1995         | 1,70 m   | 19       | 30     | HCM Baia Mare        |
| 3   | Inter stânga    | Bianca Tiron         | 31 mai 1995            | 1,75 m   | 23       | 32     | CSU Neptun Constanța |
| 4   | Centru          | Mădălina Zamfirescu  | 31 octombrie 1994      | 1,78 m   | 26       | 32     | CSM Ploiești         |
| 5   | Inter stânga    | Gabriela Perianu     | 20 iunie 1994          | 1,88 m   | 22       | 101    | HC Dunărea Brăila    |
| 6   | Extremă dreapta | Eliza Cicic          | 29 decembrie 1994      | 1,77 m   | 23       | 7      | HC Zalău             |
| 7   | Extremă dreapta | Camelia Carabulea    | 11 noiembrie 1994      | 1,67 m   | 20       | 27     | CSM București        |
| 8   | Inter stânga    | Maria Constantinescu | 18 iunie 1994          | 1,75 m   | 29       | 63     | HC Zalău             |
| 9   | Centru          | Andreea Pricopi      | 20 februarie 1994      | 1,77 m   | 29       | 150    | Corona Brașov        |
| 10  | Inter dreapta   | Laura Popa           | 29 iunie 1994          | 1,80 m   | 23       | 38     | „U” Jolidon Cluj     |
| 12  | Portar          | Elena Șerban         | 15 octombrie 1994      | 1,82 m   | 19       | 0      | CSM București        |
| 13  | Pivot           | Nicoleta Safta       | 17 noiembrie 1994      | 1,76 m   | 23       | 50     | HC Dunărea Brăila    |
| 14  | Extremă stânga  | Andreea Chiricuță    | 27 februarie 1994      | 1,65 m   | 13       | 18     | CSM Ploiești         |
| 15  | Pivot           | Roxana Cîrjan        | 28 septembrie 1994     | 1,73 m   | 23       | 19     | „U” Jolidon Cluj     |
| 16  | Portar          | Denisa Dedu          | 27 septembrie 1994     | 1,81 m   | 21       | 0      | Corona Brașov        |

- Romania Team Roster